# HMS D8
HMS D8 – brytyjski okręt podwodny typu D. Zbudowany w latach 1910–1911 w Chatham Dockyard, Chatham, gdzie okręt został wodowany 23 września 1911 roku. Rozpoczął służbę w Royal Navy 23 marca 1912 roku. 
W 1914 roku D8 stacjonował w Harwich przydzielony do Ósmej Flotylli Okrętów Podwodnych (8th Submarine Flotilla) pod dowództwem 	Lt. Cdr. Theodore S. Brodiego.
28 sierpnia 1914 roku pod dowództwem Brodiego okręt wraz z HMS D2, HMS D3, HMS E5, HMS E7 brał udział w pierwszej bitwie koło Helgolandu. 
19 grudnia 1921 roku w okręt został sprzedany H. Pounds z Portsmouth.